# خربة عدنان
خربة عدنان قرية سورية صغيرة تتبع ناحية مركز المالكية في منطقة المالكية التابعة لمحافظة الحسكة في أقصى شمال شرق سورية. بلغ عدد سكانها 18 نسمة عام 2004. تقع على بعد 2 كم جنوب مدينة المالكية.